# 外白渡橋

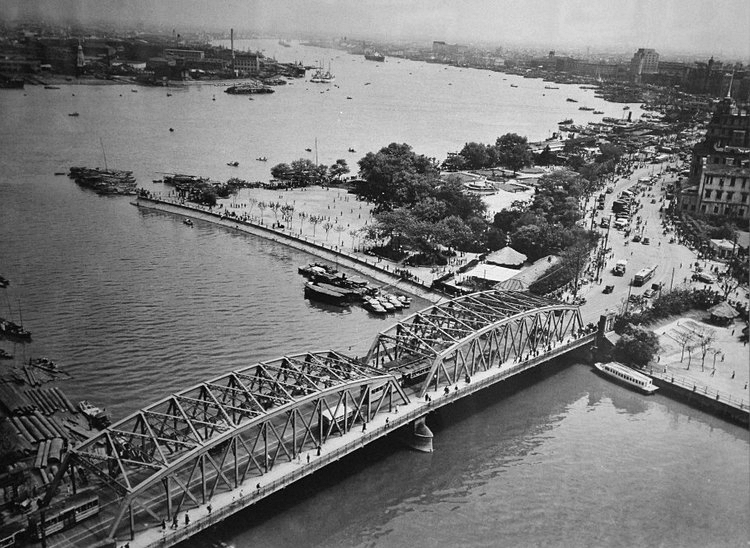
写真家の郎静山が撮影した1930年代の外白渡橋

外白渡橋（がいはくときょう、中: 外白渡桥、 拼音: Wàibáidù Qiáo、英: Garden Bridge）は、中国・上海にある鉄橋。上海の中心地である外灘の北端にあり、呉淞江をまたいで黄浦区と虹口区を結ぶいくつかの橋のうち最も東側（黄浦江側）にあたる。前身も含め4代目として1907年に建てられたこの橋は、中国初の全鋼橋であり、同国に現存する唯一のパーカートラス橋である。この橋は、その交通上の重要性、百年前の姿をとどめる独特なデザインによって、上海の著名なランドマークの一つとなっている。

## 語源
「外白渡」（ワイバイドゥ）という言葉の正確な意味には多くの議論がある。この名前は上海共同租界工部局が1873年に建てた木造の橋に付けられた。ある文献によると「川の上流は“裡”、下流は“外”と呼ばれていた」。薛理勇はその著書で、外灘の歴史について次のように書いている。
他の文献によると、上海語で「ワイバイドゥ」は無料で橋を渡ることを意味する。橋の通行料が無料になったことから、橋は「ワイバイドゥ」と呼ばれるようになったが、「元の名前が“外側の船を渡す橋”という意味だったのだが、バイが同音だったことから“外側の無料で渡れる橋”という意味に変わった」というのである。

## 歴史
呉淞江（蘇州河）に橋が建てられる以前は、住民たちは三本の渡し船（乍浦路、江西路、呉淞江の河口の近く）のうちの一つを使わなければならなかった。明代になると現在の福建路橋の位置に水門ができ、渡し（渡）以外の渡河手段ができた。清代の雍正帝の治世には、現在の成都北路橋の位置に別の新しい水門橋が建てられた。
1842年に結ばれた南京条約によって上海は国際貿易港となり、市内での列強の特権が認められて、1850年代には呉淞江を渡る交通量が急増し、河口近くの橋の需要が高まった。

### ウィルズ橋 (1856年-1871年)
1856年10月にジャーディン・マセソンのイギリス人実業家チャールズ・ウィルズと、ラッセル&コーの「才気ありエネルギッシュ」なアメリカ人社長でありアメリカ副領事（1853年）・スウェーデンとノルウェーの領事も務めていたエドワード・R・カニンガム（1823年–1889年）は、20人の投資家による合弁企業 Soochow Creek Bridge Company（苏州河桥梁公司、中国で初めて橋の建設を本業とした会社）から出資を受け、呉淞江の南側のイギリス租界と北側のアメリカ租界の行き来を容易にするため、最も河口側の渡し船のルートに、呉淞江を渡る初めての外国製の橋を建設した。これは1855年に壊れて「中国人には建て直すことができない」中国製の橋を置き換えるものであり、この橋はやがて「ウィルズ橋」と呼ばれるようになった。この橋は全て木製であり、全長137.16メートル、幅7.01メートルだった。呉淞江を大型の船が出入りできるよう、北側は跳ね橋構造になっていた。フランシス・ポットによると、それは「あまり見栄えのよい構造ではなかった」。

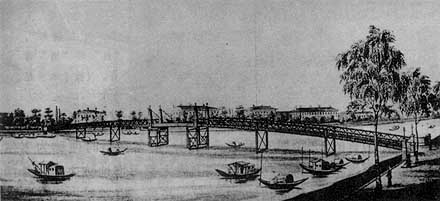
ウィルズ橋

ウィルズは中国に資本を持ち込んでインフラに投資し、それは中国人と外国人の両方に益をもたらした。この橋に彼は12,000ドルを投資し、当然に通行料を課した。アーンリョウによると「投資は、全ての乗り物と歩行者が払う通行料で回収されることになっており、馬車は年5両、歩行者は年1両だった」。橋は、その少額な通行料を支払える者なら誰でも利用できたが「住民には評判が悪かった」。中国人も外国人もこの通行料を払ったが、外国人は上海で財やサービスを買う時そうするのと同様、ツケ払いにしていた。これが多くの中国人の目には、外国人だけ無料で橋を渡っているように映った。1863年にイギリスとアメリカの租界が合併した際、通行料は倍に値上げされ、中国人住民から強い反発が起こった。ウィルズ橋の通行料システムは、列強が中国人に課している多くの差別の一つだと地元民はみなした。彼らは抗議活動を行ない、橋の利用をボイコットして、広東の商人たちが呉淞江を渡る新しい渡し船を開業した。広東出身の Zhan Re は現在の陝西路にあたるところに新しい渡し船を開業した。1872年に『申報』の編集者に寄せられた投稿には、ウィルズ橋を渡るのに中国人は通行料を取られるのに外国人が免除されていることへの怒りが綴られている。橋のオーナーは確かに「利に目敏い」という投稿もあった。Barbara Mittler によると「これは誤解であることがわかった。実際は、共同租界工部局が外国人の利用者分の年間利用料を払っていたのである」。ポットによると、「会社は橋の利用者から集めた利用料で莫大な利益を上げ、地方長官（道台）から25年間の独占権の免許を得たと主張した。しかし市民は抗議し、道台のそのような免許は何であれ認められないと拒否した」。ウィルズはやがて富豪になったが、P&Oの蒸気船ベンガル号の船上で1857年9月9日に死去した。
1870年にもなると、ウィルズ橋はかなり傷んだ状態になっていた。共同租界工部局は会社に修繕を促がしたが、それは無視され、「最終的に共同租界工部局が介入し、ウィルズ橋のすぐ隣に別の橋を建て、誰でも無料で渡れるようにした」。

### 2代目ウィルズ橋 (1871年-1873年)
木造の橋から得られる利益が減少し、Soochow Creek Bridge Company は新しい橋の建設を決意した。ポットによると、「SCBC は1871年に新しい鉄橋の建設を試みたが、2本の柱が崩れて、それまで建設済みだった部分も川に沈んでしまった」。

### 蘇州河橋 (Garden Bridge) (1873年-1907年)

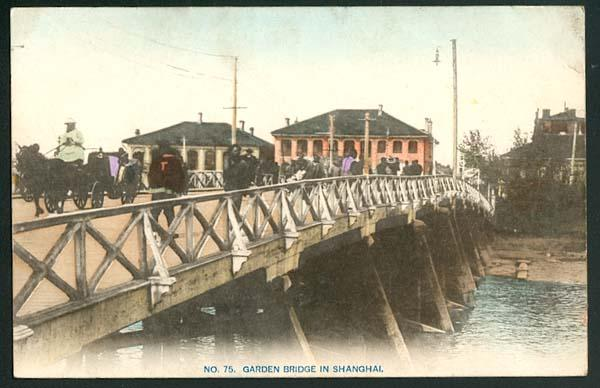
木製の蘇州河橋（初代・外白渡橋）

共同租界工部局は、元のウィルズ橋の数メートル西側に新しい木製の浮橋の建設を許可することで事態の解決を図り、その開通を1873年9月とした。この蘇州河橋（苏州河桥）は S・C・ファーナム&コーによって19,513両で建設された（石の橋台は除く）。新しい橋は1873年8月2日に供用が始まった。
1873年10月に共同租界工部局はウィルズ橋の所有権を買い取り、通行料を廃止した。これで地元民への差別という誤った非難は終わるはずだった。実際、その非難は見当違いのものだったのかもしれない。「ウィルズ橋は取り壊され、新しい橋が建設された。新しい橋は1876年に完成した。新しい橋は以前より少し大きくなり、長さ110.3メートル、幅12.19メートルで、両側に2.13メートルの歩道がついた。建設費は12,900両だった。この2番目の橋は1906年までその場所にあった」。

#### 修繕 (1881年)
最初の大規模な修繕は1881年に行なわれ、4,012両かけて車道と歩道の板張りをし直した。
1886年に外灘の北端にパブリック・ガーデン（現在の黄浦公園）が開かれてしばらくすると、橋はそのすぐ近くにあることから、英語で "Garden Bridge" とも呼ばれるようになった。
会話では、橋は「乞食橋」「溜息橋」とも1873年には呼ばれるようになった。「ここでは最も惨めな貧困と人間の不幸を見ることができる。それは人間の惨めさの生きた流れが通り過ぎるのを見ている豪華な御影石の龍の目から涙を誘うほど哀れな眺めだった。奇形、ハンセン病、盲人、そして人間の中でも最も恐ろしくまた気分の悪くなるような姿をした連中が、橋の両脇に沿っていくつも列をなし寄り集まってしゃがみこんでいた」。

### 2代目・外白渡橋 (1907年-現在)

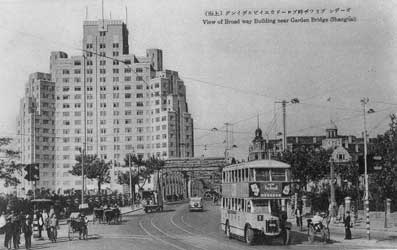
虹口区方向の眺め

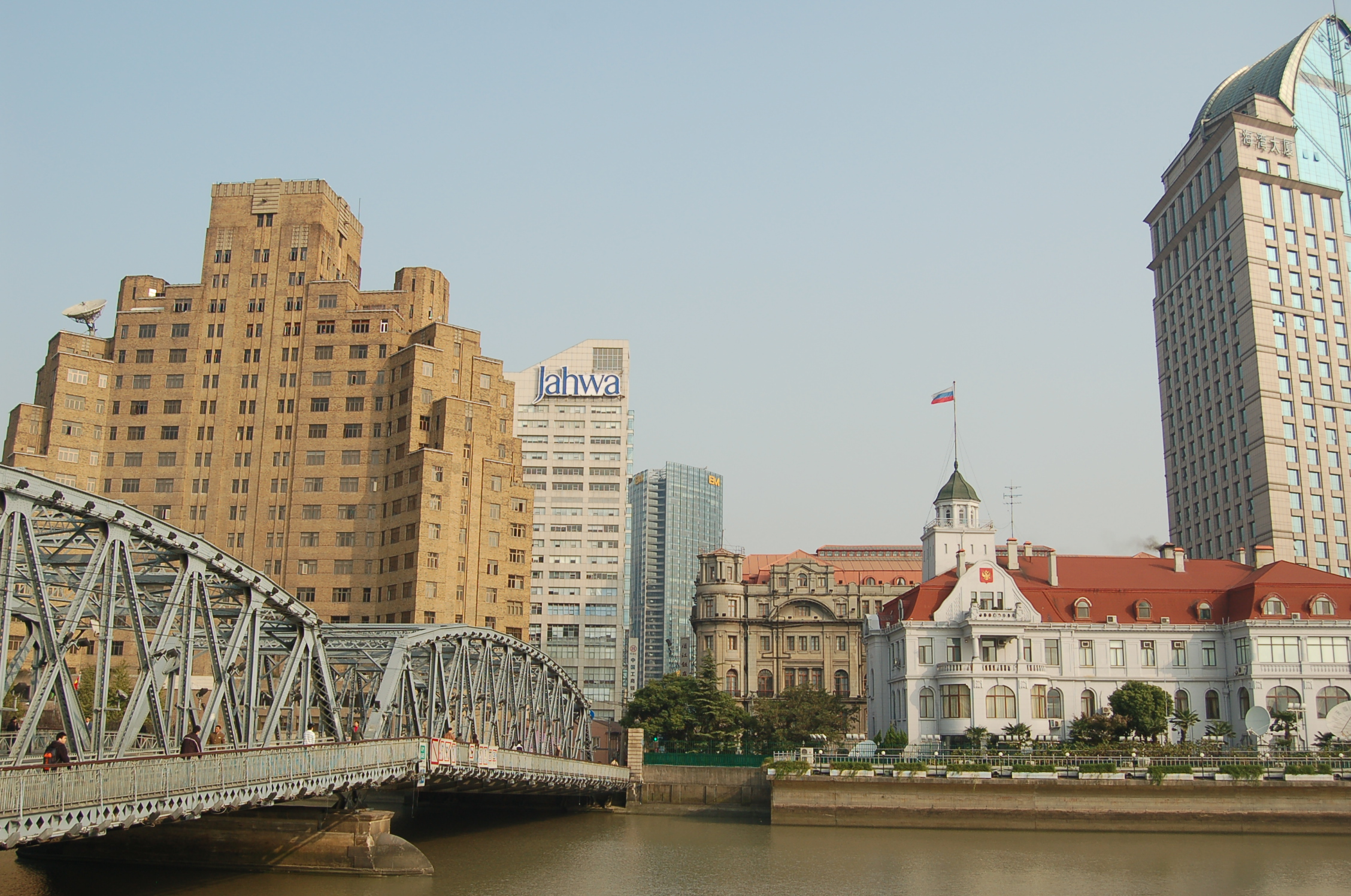
外白渡橋とブロードウェイマンション

木製の橋は1906年に取り壊され、路面電車と自動車を通せる新しい鉄製の橋が建設された。この橋は共同租界工部局の監督の下で建てられ、イギリスから鋼材が輸入された。この2代目「外白渡橋」（ガーデン・ブリッジ）はシンガポールにあるイギリスの会社  Howarth Erskine Ltd. が設計した。前年にジンバブエ・ザンベジ川にヴィクトリア・フォールズ橋を建てた英ダラム・ダーリントンの会社 Cleveland Bridge & Engineering Company Co. Ltd. が建設工事責任者となり、工事は1906年8月4日に開始された。橋は1907年12月29日に完成した。橋が1908年1月20日に開通した時、「中国で最も頑丈な建造物」と言われた。橋は上海で最も大きな鉄橋であり、中国で初めて建てられた鉄製トラス橋であり、同国に現存する唯一のパーカートラス橋である。この橋は「全長104.39メートル、幅は車道が11.20メートル、両側の歩道がそれぞれ2.9メートルあった。川面からの橋の高さは引潮時に5.57メートル、満潮時に3.25メートルだった」。橋の重量は900トンだった。
クランリーによると、「共同租界工部局は中国側も橋の建設に出資するよう道台に要請したが、道台はこれを断った。しかし共同租界の地方税納付者たちが費用を負担したため、1870年代から呉淞江を無料で渡っていた中国人たちは、引き続き無料で新しい橋を渡れるようになった（租界の住人の多くは富裕な中国人であり、彼らは税は払っていたものの1920年代まで共同租界工部局での代表権が無かった）。

#### 上海鎮守使暗殺事件 (1915年)
1915年11月10日の白昼に、海軍上将で北京政府から遣わされた上海鎮守使の鄭汝成が外白渡橋で暗殺された。彼は日本領事館に向かう途中で、王明山から爆弾を投げつけられ、反君主主義者の革命家の王曉峰から2丁のモーゼル製自動拳銃で18発の銃弾を受けた。この事件は孫文のシンパだった中華革命軍の司令長官の陳其美が画策したものだった。

#### 第一次上海事変 (1932年)
1932年1月28日、第一次上海事変で国民党軍により蘇州河の北側の当時日本人居留民が多く居住していた通称「日本租界」がある閘北区に砲撃が加えられたことにより、60万人もの中国人避難民が外白渡橋を渡って蘇州河南側の共同租界に入ろうとした。日本軍は何週間にもわたって橋の通行を制限した。1932年2月20日、朝になって差し迫った戦火に悶える群衆が、租界にいま一度入ろうと外白渡橋に向かって殺到した。多くの白系ロシア人の女性の避難民が上海で売春婦になった。高級売春婦の末路は“ガーデン・ブリッジをうろつくこと”、要するに外白渡橋で物乞いになることだった。

#### 日中戦争 (1937年-1945年)
第二次上海事変で外白渡橋は重要な役割を果たした。1937年8月12日に、何千人という避難民が“右往左往する群衆”となって日本軍から逃れようと外白渡橋を通って租界になだれ込んだ。
1937年8月の終わりになると、日本軍は外国人による外白渡橋の通行を制限した。「外国人に外白渡橋を渡らせないことに固執する日本海軍当局への非難が地元で渦巻いた」。1937年8月以降、外白渡橋は共同租界と、日本が支配する虹口・閘北との事実上の境界となった。マーク・ゲインの回想によると「呉淞江は2つの世界の境界線となった。北側は恐怖、死、そして日本軍の銃剣の世界だった。南側はまだ法が支配し、爆弾の爆発がありうる程度には普通の生活が残っていた。… 通行が許されるのは外白渡橋だけになり、二つの敵対する世界が細い橋を挟んで互いに睨み合っていた」。橋の西端は上海義勇隊が守っていた。ハロルド・ラータンベリーの回想によると、「日本とスコットランドの哨兵が外白渡橋の上で向き合っていた。中国人は皆、日本兵に向かって帽子を脱がなくてはならなかった。なので私は我がスコットランド兵に向かっても喜んで帽子を脱いだ」。ケンプ・トウリによると
外白渡橋の日本の哨兵の前を人力車で通ることはできなかった。橋の両端にいる日本兵たちは、中国人がきちんと敬意を示さなかった場合、必ず立ち止まらせ、辱め、罰を与えた。外国人も日本の哨兵にお辞儀を強いられ、腰まで裸にさせられた男女もいた。ユダヤ人の避難民だったレナ・クラスノの回想によると「外白渡橋を渡る全ての人間は帽子を脱ぎお辞儀することを強制された。… 日本の哨兵の前では市電電車も一時停止し、乗客全員がお辞儀すると、銃剣をつけた兵士が空いた方の手を振って応えた」。日本人にとって「哨兵は日本軍の名誉と力を具現化したものであり、きちんと敬意を払わなかった者には災難が降りかかった」。クラーク・リーによると哨兵たちは「自分たちを天皇裕仁の代理とみなしており、多くの外国人たちが帝国の代理の前で“不敬にも”喫煙したとして平手打ちされたり殴られたりした」。1937年8月、合衆国アジア艦隊司令長官であるハリー・E・ヤーネル提督は「外白渡橋で日本官軍の哨兵に、故意にひどく侮辱された」。1937年12月27日に日本の当局は、通行証なしに外白渡橋を渡ることを外国人に許可すると発表した。
1938年2月に日本の中支那方面軍の駐屯軍司令官は、外国人が虹口へ戻って居住・業務を再開するよう促す、一連の規則と緩和の条項を発表した。「呉淞江の北側に戻ってくる外国人は特に、外白渡橋と交差点の交通整理にあたる哨兵に礼儀正しくお辞儀をし『お早うございます』と挨拶して敬意を払うよう求められる。外国人は、その務めを果たす日本の兵隊が天皇の代理であることを認識しなければならない」。1938年6月にアメリカ人の医師 J・C・トンプソンは外白渡橋で日本人の哨兵に平手打ちされた。1938年6月初旬、中国人レジスタンスによる日本商社への連続テロの一環として、外白渡橋の日本軍哨兵の詰所に爆弾が投げ入れられた。1938年6月20日、共同租界で手榴弾を所持していて逮捕された19歳の学生が外白渡橋で日本軍に引き渡され、橋は再び「溜息橋」として言及された。同月、Miss Dorothea Lintihac は、行き交う車と絡まった鉄条網を避けようと、外白渡橋で本来とは違う側を母と渡ったところ、それを理由に日本の哨兵から“乱暴に扱われた”という。後に彼女らは逮捕され拘留された。イギリスの総領事ハーバート・フィリップスはこの件と、日本兵の“ますます喧嘩腰な態度”に抗議した。
1941年12月8日の早朝に真珠湾攻撃が起こり、共同租界は日本軍に占領された。「彼らは上海全域を支配下に置き、虹口と共同租界の境界として外白渡橋に置かれていた小屋を撤去した」。加えて「呉淞江にかかっている外白渡橋に柵が設けられ、日本の区画を残りの区域から封鎖した。市内全域に鉄条網が張り巡らされ、全ての橋に日本の哨兵が配置された」。アメリカ人の住人だったエドナ・リー・ブーカの回想によると「憲兵隊や尋問官をはじめとして日本人の横柄さと強欲さは頂点に達した。外灘から北へ虹口に至る外白渡橋では、日本の衛兵によって多くの人が平手打ちされたり、叩かれたり、小突かれたりしていた」。

#### 修繕 (1947年)
1940年代以降、外白渡橋は4度の大規模な修繕と補強を施されてきており、直近のものは1999年のものである。供用開始から40年経った1947年に上海市人民政府が点検を行なった結果、構造的な脆弱性と川底への沈下傾向（竣工時より12.7センチメートル沈下）が明らかになった。1947年6月、非上場会社が構造の補強とこれ以上の沈下防止を請け負った。その後は1949年に歩行者のための歩道拡張を行なった以外、大規模な工事はされていない。

#### 修繕 (1957年)
1957年（供用50年目）に、上海市人民政府工程局と上海市工程設計研究院は、橋の状態を評価するために詳細な調査を行なった。老朽化した橋を保存するため、修繕と検査が行なわれた。橋は元々、耐用年数50年として設計されていた。

#### 修繕 (1961年-1965年)
1961年に、道路表面のアスファルトの傷みとデッキの腐食を修繕する必要が生じた。1964年に橋は修繕のため造船所まで運ばれ、路面電車の軌道は撤去された。1965年に、木製の歩道は新しい材料に取り換えられ、コンクリート製の柱は補強され、歯板を使ったジョイントが取り付けられ、橋は塗装し直された。

#### 文化大革命 (1966年-1976年)
文化大革命の最中の1967年、ブロードウェイマンションで9ヶ月暮らしたオーストラリア人の Neale Hunter は外白渡橋を「ボルトで留められた鉄の支柱が醜くもつれたもの」と描写し、一方紅衛兵たちは橋を「反帝国主義橋」（反帝桥）と改称した。
1970年に、全ての汚れを落とすため、橋の鉄製部分全体にわたって広範囲なショット・ブラストが施された。錆止めの亜鉛スプレーが橋に加えられ、歩道の手すりは灰色に塗り直されたが、側面の安全柵は白色に塗られた。1977年に上海市市政設計研究院は橋の検査と、梁の補強を行なった。

#### ハイライト (1980年-2007年)

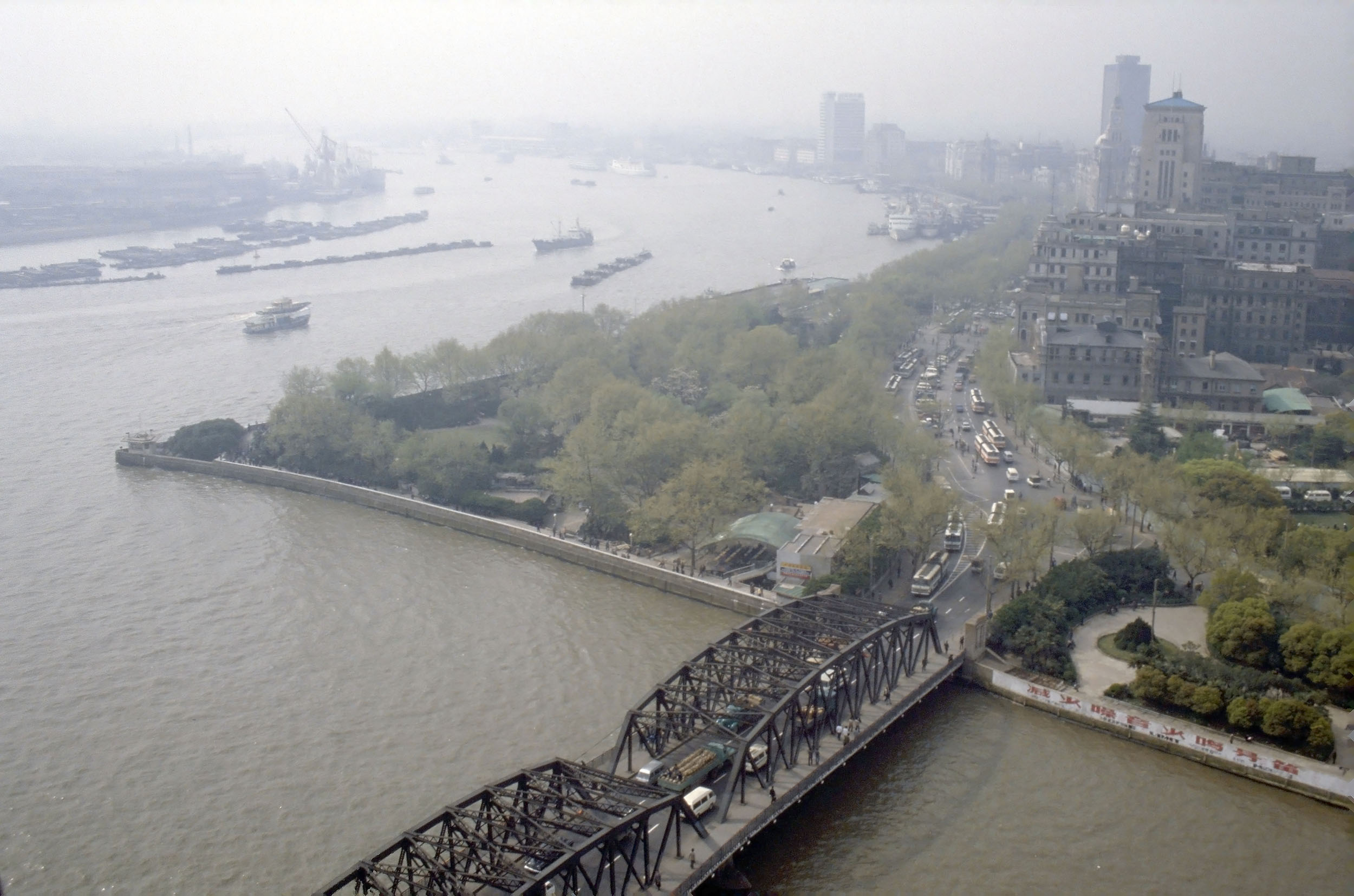
外灘方向の眺め（1987年）

1985年に橋の塗装は全て落とされ、再塗装された。1980年代から90年代にかけて外灘の交通量は激増し、築90年の外白渡橋はもはや対応できなくなった。1991年に新しいコンクリート製の橋である Wusong Floodgate Bridge が外白渡橋の西側に建設され、川を渡るトラフィックは主にその新しい橋へ移った。しかしこの橋は、外灘再開発計画が完了した暁には外灘トンネル（外滩隧道）によって無用となり取り壊される予定である。

#### 修繕 (1991年)
1991年に上海市政府と上海鉄路局は外白渡橋の評価を行なった。1991年7月に上海造船所は点検整備と修復を終えた。1994年2月15日に上海市政府は、外白渡橋は上海で最も傑出した建造物であると表明した。
1994年2月に、上海市人民政府はこの橋を歴史的保存建築とし、上海における顕著な建造物の一つとした。

#### 修繕 (1999年)
1999年の半ばに、築90年となるこの橋は「今までの歴史の中で最大規模の外装直しを施され、美観と強度を完全に取り戻すよう修復された。新世紀を迎えるにあたり、この橋はいまだ頑丈であり、風雨と混雑に耐え、街を訪れる旅行者たちを出迎える用意が再び整った」。

#### 百周年 (2007年)
2007年12月に、外白渡橋はその百周年を祝った。

#### 撤去と修復 (2008年)
2007年3月に外白渡橋の補強工事が決まった。理由は「近くのトンネル工事が構造物にダメージを与える可能性がある」ためであり、「トンネル工事は本年中に始まり2010年に完了する。鉄製トラス橋である外白渡橋の橋脚は、橋全体を点検した後に改良される予定である。… 市の技術者たちは、創建当時の英語で書かれた青写真を徹底的に調べた」と発表された。修復計画の理由の一つは、「地上の渋滞を緩和するべく、外灘の下を通る巨大な2階層の車道用「外灘トンネル」（中山路E1）の建設を進めるため」だった。2008年の『上海日報』によると、「築100年にもかかわらず、橋は最近も品質検査に合格し、今回の大規模修理がなくても少なくともあと30年は安全に利用できることを示した」。「当初の姿に復元・補強する」というキー・コンセプトに基づくこの修復計画は、「川面からの橋本体までの最低高を維持する」という条件で国家文物局に承認された。
2008年2月29日に外白渡橋は撤去準備のため完全に閉鎖された。2008年3月1日に、外灘の交通経路の大規模な再編となる外灘再開発計画の一環として、また2010年に開かれる上海万博に向けた準備として、外白渡橋は2つに切断されて橋台から取り外され、大規模な修理と修復を受けるべく船に乗せられ浦東の造船所へ運ばれた。2008年4月6日に橋の南側が撤去され、翌日に北側も撤去された。修復作業は浦東の民生路ドックの上海造船所で行なわれた。プロジェクトの技術者によると、
最終的に、「全体の4割にあたる約63,000本の鋼鉄製リベットが交換された」。『新闻晨报』によると、技術者たちが橋の構造上の完全性を点検したところ、橋にかなり硫黄分が含まれていることがわかり、その錆の除去が必要ということになった。…「その修理の間、老朽化した構造物の補強が行なわれた」。塗装のやり直しは主な作業のひとつで、橋から全ての錆と古い塗装を除去し、新しい塗装が施された。プロジェクトの技術者によると、橋には昔の塗装の厚い層があり、それはこれまでの修理工事の間に何度も塗り直された結果だった。それらを全て取り除いたあと、作業員たちは以前と同じ銀灰色の錆止め塗料を塗った。現在、橋は見栄えが新しくなっただけでなく、以前よりも錆に強くなった。
この修復事業には205トンの鋼鉄を要した。創建時のいくつかのコンポーネントは、上海市内の博物館で展示されることになった。修理事業に携わった者によると、「鉄製の手すりとコンクリート製の歩道は、木製に置き換えられた。三角形のトラスは1907年の時にそうだったような円弧状のものに置き換えられた」。木製の歩道が車道の両脇に復元された。事業の責任者によると「橋は元の場所へ戻されたのち、車道は舗装される予定である。橋の創建時の古い姿に戻すため、新しい歩道は今のコンクリート製から木製に変える予定である」。加えて「橋の2つのアーチの三角形のフレームは、元の景観を復元するため曲線のものに置き換えられる予定である。以前の修理の際、以前の修理の際、曲線状のものより作りやすかったため三角形構造のものに置き換えられていたのだ」。事業の技術者によると、「橋の主構造に比べると、水面下の部分は思い切った変更がなされている。河底に11メートル打ち込まれた800本近い木製の支柱が取り除かれ、河底下67メートルの深さまで深く根を下ろした36本の1メートル幅のコンクリート製の土台の上に橋の3本の橋脚が乗ることになる」。修復された橋は当初の木製の土台より広くまた深い新しい橋杭の上に乗り、少なくとも今後50年は安全に寿命を保つと期待される。

#### 再開 (2009年)
修復された橋は2009年4月8日に、まず歩行者向けに再開された。次いで11日の早朝に自動車の通行も始まった。修復に従事した者によると、橋は「10ヶ月かけた修理と復元の結果、重量は1,000トンを超えた。今回は1907年に橋が建てられて以来、最大規模の復元工事になった」。
一連のLEDライトが橋に取り付けられたのも改善点の一つである。これは様々な色に変化し、また電力消費を抑え、夜間に橋がより魅力的に見えるよう設計された。

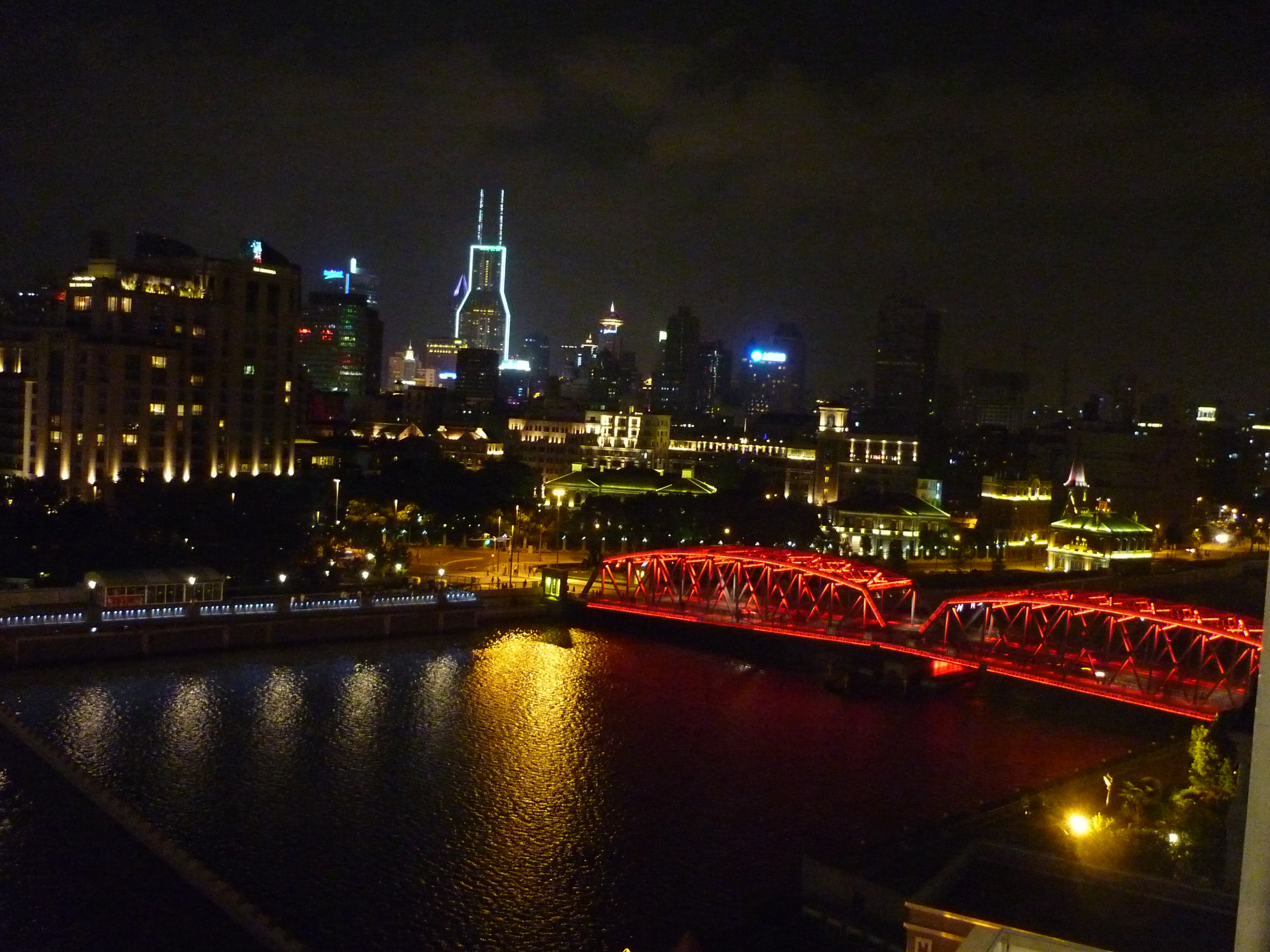
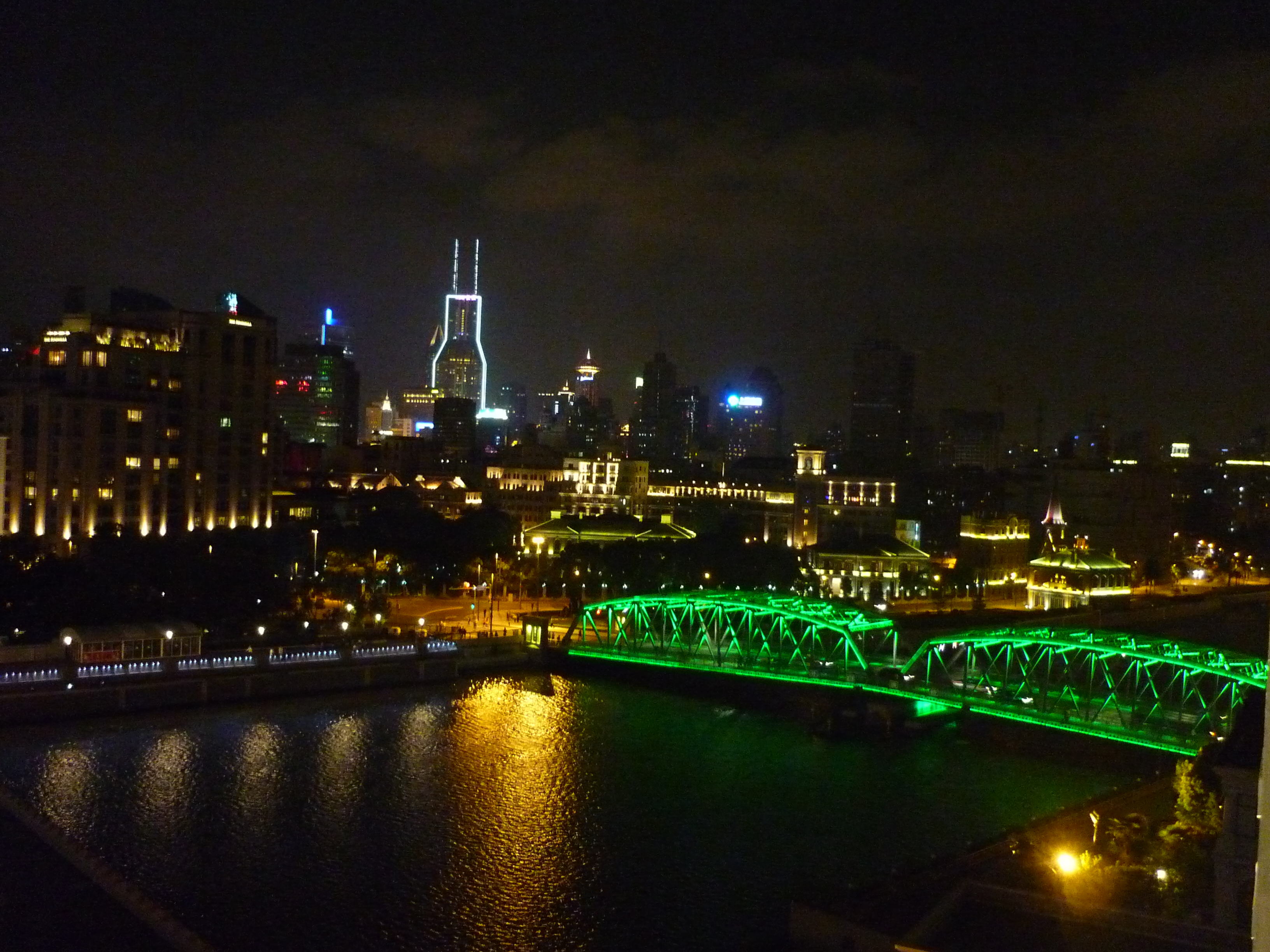
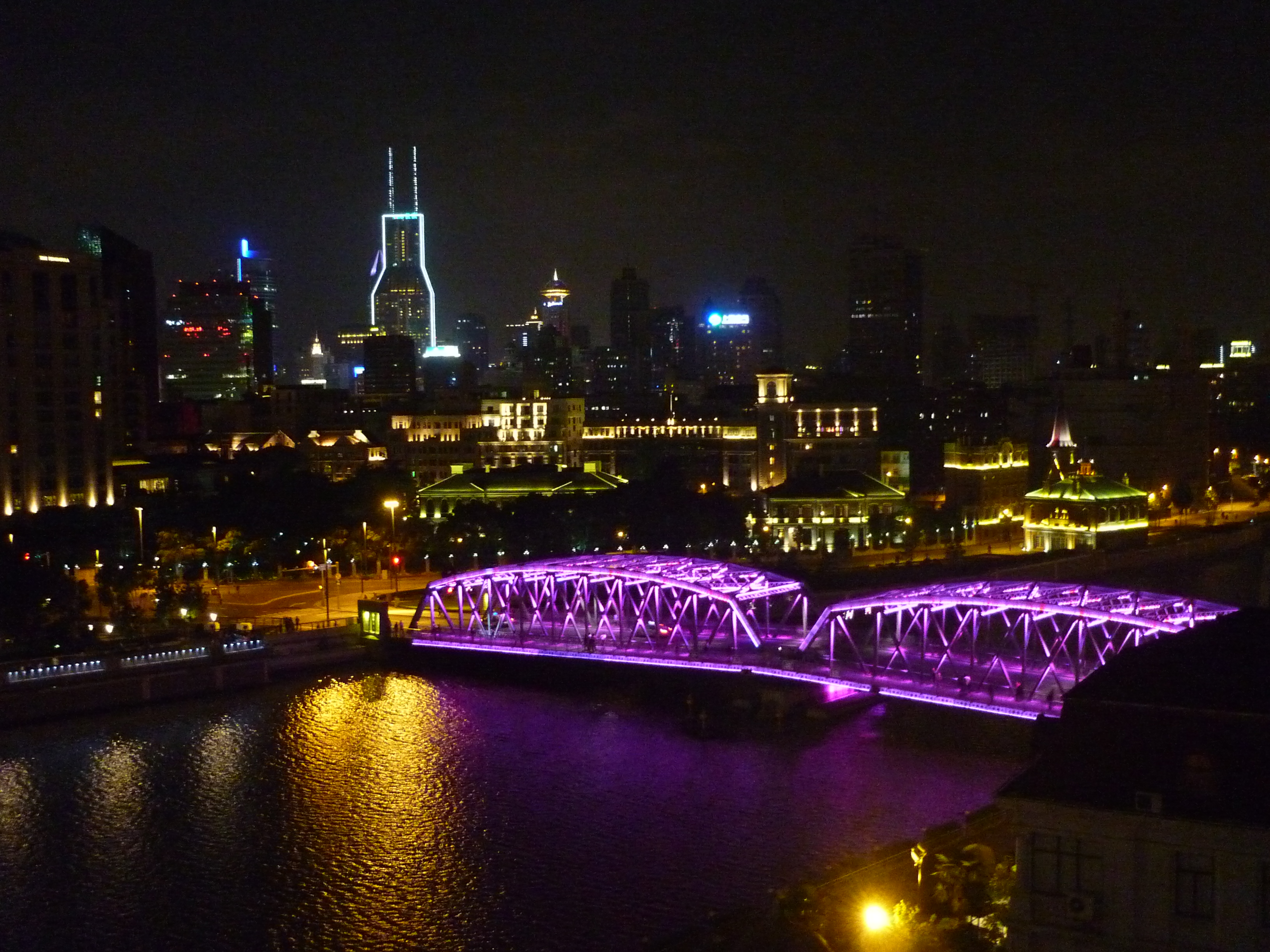

## 作品における登場

### 文学
外白渡橋はいくつかの小説に登場している。
- 1933年 - 茅盾の『子夜』（真夜中: 1930年の中国のロマンス）は、彼が初めて上海を主な舞台とした小説であり、世間知らずの余所者が外白渡橋を渡って上海に入ってくるところから話が始まる。[93]
- 2004年 - 詩人の Paddy Bushe（1948年生）は『外白渡橋を渡る』という詩を書いた。[94][95]

### 映画・ドラマ
映画評論家のウィリアム・アーノルドによると「植民地時代より、上海の街を象徴するスポットは、黄浦江への合流地点で外白渡橋が呉淞江をまたぐところだった。そこは有名な外灘の北端であり、上海を扱う映画では必ずといってよいほど登場しているものだ」。最近でも外白渡橋は多くの映画や小説に登場している。
- 1980年 - 『上海グランド』（上海灘） - 1920年代の上海を舞台にした、25話からなるテレビドラマシリーズ。[97]
- 1987年 - スティーヴン・スピルバーグ監督の『太陽の帝国』は1941年の上海を舞台にしている。当時の熱気を映し出した場面で、中国人の一群が気まぐれな日本兵に従えられている傍で、イギリス人の家族が外白渡橋の境界を通り過ぎるシーンがある。
- 2000年 - 婁燁が監督した『ふたりの人魚』（蘇州河）は外白渡橋の西、呉淞江の北岸を主な舞台にしている。ラストシーンでカメラが黄浦江と現代的な浦東新区に向かって進むとき、外白渡橋も画面に現れる。「中国で作られた艶めかしくロマンチックなこの映画において、外白渡橋はいま一度上海の象徴となり、主な舞台となった」。[96]
- 2001年-2002年 - 瓊瑤がプロデュースした中国のテレビドラマシリーズ『情深深雨濛濛』において、ヴィッキー・チャオ演じる陸依萍が外白渡橋から呉淞江に飛び込むシーンがある。[97]
- 2004年 - 王菲が出演して上海で撮影された香港映画『大城小事』では、夜明けのなか外白渡橋を渡る車が映っている。
- 2006年 - 『上海倫巴』[97]
- 2007年 - 台湾のアン・リーが監督した中国のスパイサスペンス映画『ラスト、コーション』（色，戒）は、中国人作家張愛玲の1979年の短編を元にしたものである。外白渡橋は2回（66分めと114分めに）登場している。
- 2008年 - 『大灌籃』では周杰倫が外白渡橋から自転車の旅を始めている。[97]

### テレビ
- 2010年 - アメリカのテレビシリーズ『The Amazing Race 16』は、この橋を「ガーデン・ブリッジ」としてルートの目印にした。

## 近隣のスポット
外白渡橋の近隣にある重要・著名なスポットには以下のようなものがある。
- 外灘
- ブロードウェイマンション
- 黄浦公園

## 関連文献
- Dikötter, Frank. Exotic Commodities: Modern Objects and Everyday Life in China. Columbia University Press, 2007. Pages 97 and 134 for photos of the Garden Bridge in the 1940s.
- Hutcheon, Robin. China—Yellow. Chinese University Press, 1996. See page 304 for photo of the Garden Bridge in the 1920s.
- Journal of the North China Branch of the Royal Asiatic Society (1914):9. Analyses stratification problems with Wills' bridge.
- Keswick, Maggie and Clara Weatherall. The Thistle and The Jade: A Celebration of 175 Years of Jardine Matheson. Frances Lincoln ltd, 2008. See page 237 for picture of thousands of refugees crossing the Garden Bridge in August 1937, and page 249 for colour poster celebrating the 1945 liberation of Shanghai, featuring the Garden Bridge.
- Wright, Arnold and H.A. Cartwright, Twentieth Century Impressions of Hong Kong: History, People, Commerce, Industries & Resources. Lloyd's Greater Britain Publishing, 1908. See page 599 for picture of newly constructed Garden Bridge.
- Wu, Liang and Foster Stockwell, Old Shanghai: A Lost Age. Trans. Mingjie Wang Foreign Language Press, 2001. see page 174 for photo of the Garden Bridge.